# Льяно, Мануэль
Мануэль Льяно (исп. Manuel Llano; 23 января 1898, Кантабрия — 1 января 1938, Сантандер) — испанский писатель-костумбрист.

## Биография
Мануэль Льяно — уроженец деревушки Сопэнья в испанской провинции Кантабрия. Детство он провёл в основном у своих бабушки и дедушки в местечке Кабуэрнига. Семья Льямо была небогатой и мальчик работал с детства — сначала помощником пастуха, позже — помощником аптекаря.
Возмужав, Мануэль переезжает в главный город Кантабрии, Сантандер, и пытается изучать морское дело в одном из местных училищ, но очень быстро приходит к выводу, что это не его путь. В конечном итоге, он получает диплом школьного учителя и начинает преподавать в маленькой сельской школе в кантабрийском городке Эльгуэра.
Параллельно он пробует себя как журналист — пишет для местных изданий и главной газеты области «Эль Пуэбло Кантабро» (El Pueblo Cantabro). В эти же годы появляются его первые литературные работы. Всю оставшуюся жизнь Льямо совмещает литературу с журналистикой, зарабатывая последней на хлеб, несмотря на то, что экономические трудности (в том числе связанные с Гражданской войной) постоянно приводили к закрытию журналов и поиску новой работы.

## Творчество
Уже в первых произведениях Льяно оформились черты, которые будут свойственны всему его дальнейшему творчеству — близость к народному быту, переплетения ткани повествования с древней мифологией Кантабрии, широкое использование кантабрийского диалекта, по-особому расцветившее его произведения. Среди самых ярких — роман «Солнце мёртвых», сборники рассказов.
Уже в 1925 году он выступает с чтениями своих произведений в крупных городах страны, знакомится со многими литераторами, а два года спустя один из ведущих испанских романистов того времени Хосе Асорин специально приезжает в тихий Сантандер, чтобы навестить Льяно. Позже Мануэль Льяно поддерживал приятельские отношения с такими знаковыми фигурами испанской литературы, как Мигель де Унамуно и Херардо Диего.